# Права ЛГБТ в Камеруне
Лесбиянки, геи, бисексуалы и транссексуалы (ЛГБТ), живущие в Камеруне, сталкиваются с юридическими проблемами, с которыми не сталкиваются лица, не являющиеся ЛГБТ представителями. Однополые отношения запрещены в Камеруне. Представители ЛГБТ также сталкиваются с социальной стигматизацией среди широких слоев населения.
Камерун также является одной из 76 стран мира, в которых однополые отношения являются уголовным преступлением.

## История
Первый Уголовный кодекс Камеруна, принятый в 1965 году не криминализировал однополые отношения. Тем не менее, изданный в сентябре 1972 года указ президентом страны Ахмаду Ахиджо ввел статью 347bis (ныне 347-1). Эта поправка была внесена через несколько месяцев после создания унитарного государства в соответствии с новой Конституцией, когда Национальное собрание еще не было избрано. Данный указ сделал однополые отношения в данной стране нелегальными.

### Народ бафия
В 1921 году немецкий этнограф Гюнтер Тесман процитировал местных жителей, называвших гомосексуальность «национальным обычаем» среди народа бафия.

## Сводная таблица
| Декриминализация однополых отношений                     | Нет |
| Депатологизация гомосексуальности                        | Нет |
| Право МСМ быть донорами крови                            | Нет |
| Антидискриминационные законы                             | Нет |
| Права на жизнь и безопасность                            | Нет |
| Право на достоинство личности                            | Нет |
| Право на неприкосновенность частной жизни                | Нет |
| Право на справедливое судебное разбирательство           | Нет |
| Право на свободу выражения мнения                        | Нет |
| Право на ассоциации и объединения                        | Нет |
| Право на мирные собрания                                 | Нет |
| Право на медицинское обслуживание                        | Нет |
| Право на образование                                     | Нет |
| Право на труд                                            | Нет |
| Однополые браки                                          | Нет |
| Однополые партнёрства                                    | Нет |
| Право на усыновление детей однополыми семьями            | Нет |
| Право на усыновление ребёнка партнёра в однополых семьях | Нет |
| Право на изменение гражданского пола                     | Нет |